# Skælingur (Färöer)

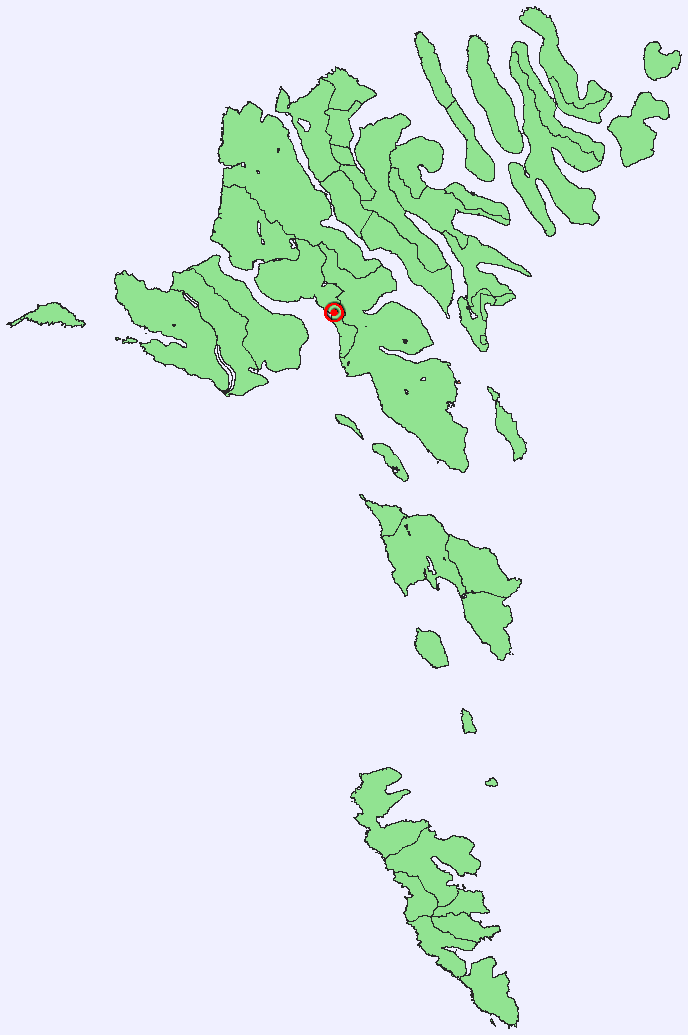
Position on the Faroe map

Skælingur [ˈskɛaːlɪŋgʊɹ] (dänischer Name: Skælling) ist ein Ort der Färöer im Westen der Hauptinsel Streymoy.
- Einwohner: 11 (1. Januar 2007)
- Postleitzahl: FO-336
- Kommune: Kvívíkar kommuna

Das kleine Dorf liegt am Fuß des 767 Meter hohen Berges Skælingsfjall, von dem man früher annahm, er sei der höchste des Archipels.